# Língua alutor
Alutor é uma língua do extremo leste da Sibéria, Rússia, pertencente ao grupo Chukchi-Koryak das  Línguas chukotko-kamchatkanas

## Sociolinguística
O Alutores são os habitantes indígenas da parte norte da Península de Kamchatka. A linguagem é não escrita e moribunda; na década de 1970, os moradores da aldeia Alutor aldeia de Vyvenka com idade inferior a 25 anos não conheciam a língua. Nos últimos anos, a escola dessa aldeia começou a ensinar a língua. Até 1958 a língua era considerada o dialeto "estabelecido" do Koriak, mas não é inteligível com variedades tradicionalmente nômades dessa língua. O autônimo  [nəməlʔən] significa "aldeão".

## Ortografia
| А а | Б б | В в | В’ в’ | Г г | Г’ г’ | Ғ ғ | Д д |
| Е е | Ә ә | Ё ё | Ж ж   | З з | И и   | Й й | К к |
| Ӄ ӄ | Л л | М м | Н н   | Ӈ ӈ | О о   | П п | Р р |
| С с | Т т | У у | Ф ф   | Х х | Ц ц   | Ч ч | Ш ш |
| Щ щ | Ъ ъ | Ы ы | Ь ь   | Э э | Ю ю   | Я я |     |

## Fonologia

### Vogais
Alutor tem 6 vogais, 5 das quais podem ser longas ou curtas. O /ə/ é um xivá (schwa) e não pode ser tônico. 
|         | Frontal | Central | Posterior |
| ------- | ------- | ------- | --------- |
| Fechada | i iː    |         | u uː      |
| Medial  | e eː    | ə       | o oː      |
| Aberta  |         | a aː    |           |

### Consoantes
São 18 os sons consoantes do Alutor
|             | Bilabial | Labio- dental | Alveolar | Alveolar     | Palatal | Velar | Uvular | Faringeal | Glotal |
|             | Bilabial | Labio- dental | plana    | palatalizada | Palatal | Velar | Uvular | Faringeal | Glotal |
| ----------- | -------- | ------------- | -------- | ------------ | ------- | ----- | ------ | --------- | ------ |
| Plosiva     | p        |               | t        | t͡sʲ          |         | k     | q      | ʡ         | ʔ      |
| Fricativa   |          | v             |          |              |         | ɣ     |        |           |        |
| Nasal       | m        |               | n        | nʲ           |         | ŋ     |        |           |        |
| Aproximante | w        |               | l        | lʲ           | j       |       |        |           |        |
| Vibrante    |          |               | r        |              |         |       |        |           |        |

## Tipologia
Alutor é uma língua polissintética. 
| ŋan(.ina)                                                     |                                                   | ulʲlʲaʔu.tku=ʔuttə-k |                                    | na-n.illitə-tkə-ni-na… |
| que+3PL                                                       | caminhar.dentro de.florestas.mascarada=bastão-LOC |                      | LOW.A-pendurar-IPF-3.SG.A+3P-3PL.P |                        |
| 'Essas coisas em uma vara, que usam máscaras, penduradas ...' |                                                   |                      |                                    |                        |

A morfologia é aglutinativa, com muitos prefixos.
| qəlʲippə                                 |  | tətu-kki                   |  | ɣeqə - masla ta          |  | a-mal-ka. |
| pão+NOM+SG                               |  | comer.com.alguma coisa-INF |  | ASSOC - manteiga - ASSOC |  | bom       |
| 'pão (comido) com manteiga é excelente.' |  |                            |  |                          |  |           |

A estrutura do argumento é  ergativa. 
| ə-nannə               |  | ɣəmmə   |  | ina-ɣal-e.             |
| ele-ERG               |  | mim+ABS |  | 1SG.P-passar por-3SG.A |
| 'ele passou por mim.' |  |         |  |                        |

A ordem das palavras é variável, sendo difícil dizer qual tipologia é básica. As ordens verbais-absolutivas AVO e VAO são talvez as mais comuns.
| tita•qa                                                |  | qutkinʲnʲaqu-nak |  | maŋ.ki•ʔana |  | ɣa - aʔu -lin         |  | ənnə-ʔən.    |
| uma vez                                                |  | (nome)-ERG+SG    |  | algures     |  | RES - ver - RES+3SG.P |  | peixe ABS+SG |
| 'Uma vez que Qutkinnyaqu viu um peixe em algum lugar.' |  |                  |  |             |  |                       |  |              |

| ɣa - in                         |  | qutkinʲnʲaqu-nak |  | təlɣə-lŋən  |  | ŋan.tiŋ. |
| RES -cutucar -RES+3SG.P         |  | (nome)-ERG+SG    |  | dedo-ABS+SG |  | ali      |
| 'Qutkinnyaqu enfiou o dedo lá.' |  |                  |  |             |  |          |

### Tonicidade
A tonicidade geralmente está na segunda sílaba da palavra. No entanto, não pode cair num xivá (schwa) ou na última sílaba, portanto, em palavras de duas sílabas, essa tonicidade é transferida para a primeira sílaba, desde que essa vogal não seja um xivá. Nesses casos, uma terceira sílaba é adicionada à palavra, e a segunda sílaba é enfatizada.
Exemplos: /ˈmi.məl/ 'água', /qə.ˈla.vul/ 'marido', /pə.ˈla.kəl.ŋən/ 'uma “mukluk”] (bota)', /ˈta.wə.ja.tək/ 'alimentar'.

### Sílabas
Todas as sílabas do Alutor começam com uma única consoante. Se a vogal é curta, incluindo um xivá, também podem fechar com uma única consoante.
Os exemplos são  /vi.ˈta.tək/ 'para trabalhar',  /ˈtil.mə.til/ 'águia',  /ˈʔit.ʔən/ 'parca '.
Os limites das palavras do Alutor sempre coincidem com os limites da sílaba.

## Morfologia
Substantivos são flexionados para número, caso, definição e pessoa gramatical.
Existem três números gramaticais: singular, dual e plural.
Existem onze casos: absolutivo, ergativo, locativo, dativo, lativo, prolativo, contativo, causativo, equativo, comitativo e associativo.
Número e caso são expressos usando um único afixo. Um sufixo é usado para todos os casos, exceto o comitativo e associativo, que são expressos usando-se circunflexo. Existem duas declinações, consideradas como três classes de substantivos. A primeira classe são substantivos não humanos da primeira declinação. O número só é distinguido no caso absolutivo, embora a concordância verbal possa distinguir o número quando esses substantivos estão na ergativa. A segunda classe são nomes próprios e termos de parentesco para os idosos. Eles são a segunda declinação e distinguem o número nos casos ergativo, locativo e lativo, bem como no absolutivo. A terceira classe são os outros substantivos humanos; eles podem ser primeira ou segunda declinação
|             | 1ª declinação          | 1ª declinação          | 1ª declinação          | 2ª declinação          | 2ª declinação          | 2ª declinação          |
|             | sg.                    | du.                    | pl.                    | sg.                    | du.                    | pl.                    |
| ----------- | ---------------------- | ---------------------- | ---------------------- | ---------------------- | ---------------------- | ---------------------- |
| absolutivo  | (stem)                 | -t/-ti                 | -w/-wwi                | (stem)                 | -nti                   | -w/-wwi                |
| ergativo    | -a/-ta                 | -a/-ta                 | -a/-ta                 | -ənak                  | -ətək                  | -ətək                  |
| locativo    | -k/-ki                 | -k/-ki                 | -k/-ki                 | -ənak                  | -ətək                  | -ətək                  |
| lativo      | -ŋ                     | -ŋ                     | -ŋ                     | -ənaŋ                  | -ətək                  | -ətək                  |
| lativeobr>  | -kəŋ                   | -kəŋ                   | -kəŋ                   | —                      | —                      | —                      |
| prolativo   | -jpəŋ/-ɣəpəŋ (-e ~ -i) | -jpəŋ/-ɣəpəŋ (-e ~ -i) | -jpəŋ/-ɣəpəŋ (-e ~ -i) | -jpəŋ/-ɣəpəŋ (-e ~ -i) | -jpəŋ/-ɣəpəŋ (-e ~ -i) | -jpəŋ/-ɣəpəŋ (-e ~ -i) |
| contativo   | -jit ~ -jita           | -jit ~ -jita           | -jit ~ -jita           | -jit ~ -jita           | -jit ~ -jita           | -jit ~ -jita           |
| causativo   | -kjit ~ -kjita         | -kjit ~ -kjita         | -kjit ~ -kjita         | -kjit ~ -kjita         | -kjit ~ -kjita         | -kjit ~ -kjita         |
| equativo    | -u/-nu                 | -u/-nu                 | -u/-nu                 | -u/-ənu                | -u/-ənu                | -u/-ənu                |
| comitativo  | ɣa - a/-ta             | ɣa - a/-ta             | ɣa - a/-ta             | awən - ma              | awən - ma              | awən - ma              |
| associativo | ɣeqə - a/-ta           | ɣeqə - a/-ta           | ɣeqə - a/-ta           | —                      | —                      | —                      |

#### Função dos casos
- O caso absoluto é a forma de citação de um substantivo. Ele é usado para o argumento ("sujeito") de uma cláusula intransitiva e o objeto de uma cláusula transitiva, para "possessivos sintáticos" e para o vocativo.
- O ergativo é usada para o agente ("sujeito") de um verbo transitivo, como um caso instrumental, e como argumento de uma cláusula antipassiva.
- O locativo é usado para posição e direção (essivo e caso lativo, bem como argumentos que são "afastados"
- O dativo é usado para destinatários, benfeitores, objetos direcionais (caso relativo) e sujeitos de verbos experimentais
- O Lativo é usadaopara movimento em direção a um objetivo
- O Prolativo é usado para movimento ao longo e movimento de (perlativo e elativo)
- O Equativo é usado com os significados 'como X', 'como X', geralmente com verbos como 'tornar-se', 'transformar', 'trabalhar', etc.
- O Contativo é usado para objetos que fazem contato
- Causativo é usado para frases nominais que causam ou motivam uma ação
- O comitativo é usado para ...
- Associativo é usado para ...  Só é atestado na declinação de substantivos da primeira declinação, geralmente inanimada.

#### Pessoa gramatical
Os sufixos gramaticais de primeira e segunda pessoa nos substantivos são usados para equacionar um substantivo com os participantes da conversa. Só aparecem no absolutivo, com uma intervenção de um j em substantivos terminados em vogal e i em substantivos terminando em consoante. 
|           | sg.    | du.   | pl.   |
| --------- | ------ | ----- | ----- |
| 1ª pessoa | -j-ɣəm | -muri | -muru |
| 1ª pessoa | -j-ɣət | -turi | -turu |

- …ʡopta am-ʡujamtawilʔ-ə-muru "Sim nós o povo"
- japlə=q ʡujamtawilʔ-iɣəm "e eu sou um homem"

### Verbo
Existem verbos finitos (conjugados) e não finitos. Existem várias conjugações.

#### Conjugação polipessoal
Os verbos finitos concordam em pessoa e número com seus argumentos nucleares; a concordância é feita tanto com prefixos como com sufixos prefixos. Os verbos transitivos concordam com ambos os argumentos (ergativo e absolutivo), enquanto os verbos intransitivos concordam com seu único argumento (absolutivo).
Verbos distinguem dois aspectos, o perfeito (só a raiz) e o imperfeito, com o uso dos sufixos  -tkə / -tkən / -tkəni . Há cinco modos, indicativo, imperativo, optativo (potencial- marcado pelos circunfixos ta…(ŋ)) e conjuntivo (prefixo  ʔ- / a- ).

#### Conjugação Monopessoal
Verbos monopessoais incluem duas declinações, uma com a terceira pessoa do singular em  ɣa -...- lin,  e outra em  n -...- qin.

#### Conjugação impessoal
Para formas impessoais de conjugação incluem predicado verbal (formado com o circunfixo a ... ka) e imperativo (formado por circunfixo ɣa ... a / ta). Formas não finitas formas impessoais incluem o predicado verbal com o circumfixo  a ... ka , e o imperativo em . ɣa ... a / ta 

#### Formas não finitas
Estes incluem o infinitivo, o supino, gerúndios e particípios.

### Numerais
O Alutor possui numerais simples para os números de um a cinco, dez e vinte. Todos os outros números são compostos baseados nesses numerais
| ənnan                   | um                    |
| ŋitaq                   | dois                  |
| ŋəruqqə                 | três                  |
| ŋəraqqə                 | quatro                |
| məlləŋin                | cinco                 |
| ənnanməlləŋ(in)         | seis (um-cinco)       |
| ŋitaqməlləŋ(in)         | sete (dois-cinco)     |
| ŋəruqməlləŋ(in)         | oito (três-cinco)     |
| ŋəraqməlləŋ(in)         | nove (quatro-cinco)   |
| mənɣətkin               | dez                   |
| mənɣətək ənnan          | onze                  |
| qəlikkə                 | vinte (uma poutuação) |
| qəlikək ənnan           | vinte um              |
| ŋəraqmənɣətkin          | quarenta (quatro dez) |
| ŋəraqmənɣətkin ŋəraqqə  | quarenta quatro       |
| ŋitaqməlləŋin mənɣətkin | setenta (sete dez)    |
| mənɣətək mənɣətkin      | cem (dez dez)         |